# Lista de turnês e concertos de Daesung

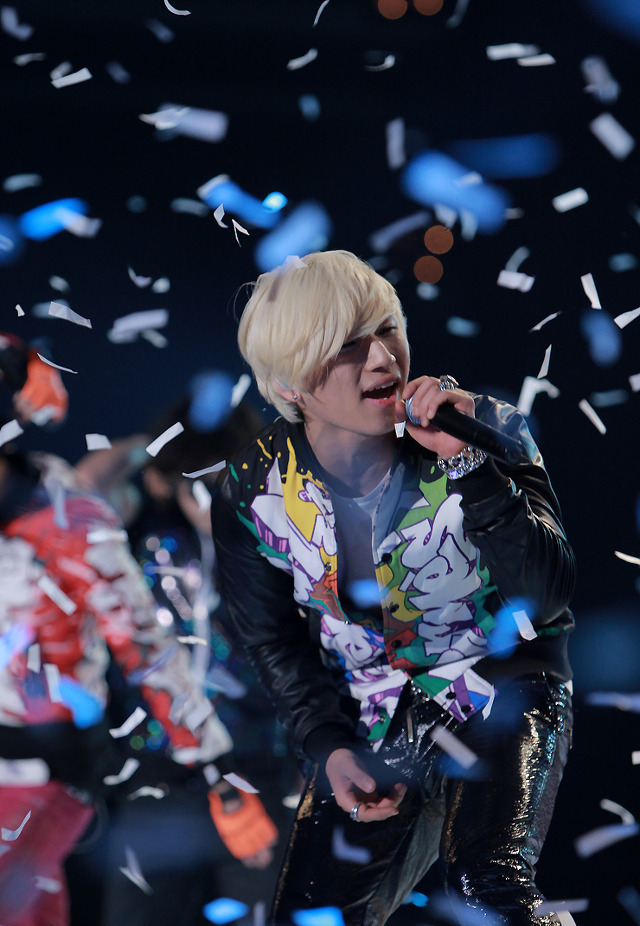
Daesung apresentando-se na K-Collection fashion show em 2012

O cantor sul-coreano Daesung embarcou em quatro turnês japonesas. A sua primeira turnê intitulada D'scover Tour, foi realizada a fim de se divulgar seu álbum de estreia D'scover lançado em 2013. No ano seguinte, embarcou em sua segunda turnê japonesa, em apoio a seu segundo álbum de estúdio D'slove (2014), se tornando o primeiro artista coreano a atrair público de cem mil pessoas durante dois anos consecutivos.
Em 2017, Daesung realizou duas turnês, a primeira de nome D-lite Japan Dome Tour, que foi realizada exclusivamente nas arenas de cúpula do Japão e teve o extended play (EP) D-Day servindo como material de divulgação. Posteriormente, ele embarcou na DNA Show Vol.1, sua segunda turnê do ano e sua última realizada antes de seu período de alistamento militar obrigatório.	

## Turnês
| Ano | Título                 | Duração                                                              | Número de performances |
| --- | ---------------------- | -------------------------------------------------------------------- | ---------------------- |
| 2013 | D'scover Tour          | 24 de março de 2013 – 18 de junho de 2013 (Japão)                    | 25                     |
| D'scover Tour foi a turnê de estreia de Daesung bem como sua primeira turnê japonesa. Em dezembro de 2012, foi anunciado que ele iria realizar quatro concertos em Kobe e Tóquio, em apoio a seu álbum de estreia D'scover (2013). Mais tarde, devido a demanda, a turnê foi estendida para 21 apresentações em dezessete cidades, com todos os seus ingressos esgotados.                       |                        |                                                                      |                        |
| 2014–15 | D'slove Tour           | 11 de junho de 2014 – 27 de julho de 2014 (Japão)                    | 21                     |
| A segunda turnê japonesa de Daesung, iniciou-se em apoio a D'slove (2014), seu segundo álbum de estúdio. Ela foi anunciada no início de 2014, contemplando doze concertos em sete cidades. Devido seu grande êxito, Daesung lançou o concerto Encore!! 3D Tour [D-Lite DLive D’slove] no Yoyogi National Gymnasium e no Osaka-jo Hall, que contou com a participação da cantora Linda Yamamoto. |                        |                                                                      |                        |
| 2017 | D-lite Japan Dome Tour | 15 de abril de 2017 – 23 de abril de 2017 (Japão)                    | 4                      |
| A terceira turnê japonesa de Daesung, foi a sua primeira realizada nas arenas de cúpula do país, tornando-o segundo membro do Big Bang, após G-Dragon, a fazê-lo. Ele realizou dois concertos no Seibu Prince Dome e no Kyocera Dome, com um público total de 150 mil pessoas. |                        |                                                                      |                        |
| 2017–18 | DNA Show Vol.1         | 11 de agosto de 2017 – 7 de janeiro de 2018 (Japão e Estados Unidos) | 41                     |
| A quarta turnê japonesa de Daesung, foi anunciada em 26 de junho de 2017 com 28 concertos. A mesma foi estendida devido a demanda tornando-se uma turnê de 39 concertos no Japão. A DNA Show Vol.1 foi a primeira turnê de Daesung a incluir apresentações na América do Norte, além disso, ela consistiu de um concerto que incluiu bate papo e jogos com os fãs.                              |                        |                                                                      |                        |